# Univerza v Münchnu
Univerza Ludwiga Maximilliana v Münchnu (nemško Ludwig-Maximilians-Universität München) je univerza v Münchnu (Nemčija), ki je bila ustanovljena leta 1472 kot Univerza v Ingolstadtu.
Trenutno je druga največja univerza po številu študentov.

## Zgodovina
Univerzo je ustanovil vojvoda Ludvik XI. Bavarsko-Landshutski leta 1472 v Ingolstadtu. Zaradi Napoleonovih vojn je kralj Maksimiljan I. Bavarski leta 1800 univerzo preselil v Landshut. Leta 1826 pa je bila univerza dokončno preseljena v München.

## Fakultete
- Katoliška teološka fakulteta v Münchnu
- Evangeličanska teološka fakulteta v Münchnu
- Pravna fakulteta v Münchnu
- Fakulteta za poslovno upravo v Münchnu
- Ekonomska fakulteta v Münchnu
- Medicinska fakulteta v Münchnu
- Veterinarska fakulteta v Münchnu
- Fakulteta za zgodovinske in umetnostne vede v Münchnu
- Fakulteta za filozofijo, znanstveno teorijo in religiologijo v Münchnu
- Fakulteta za psihologijo in pedagogiko v Münchnu
- Fakulteta za kulturološke vede v Münchnu
- Fakulteta za jezikovne in književne vede v Münchnu
- Fakulteta za družbene vede v Münchnu
- Fakulteta za matematiko, informatiko in statistiko v Münchnu
- Fakulteta za fiziko v Münchnu
- Fakulteta za kemijo in farmacijo v Münchnu
- Fakulteta za biologijo v Münchnu
- Fakulteta za naravne vede v Münchnu